# Министерство культуры и стратегических коммуникаций Украины
Министе́рство культу́ры и стратеги́ческих коммуникаций Украи́ны (укр. Міністерство культури та стратегічних комунікацій України) — государственный орган исполнительной власти Украины с 30 марта 2020 года, деятельность которого направляется и координируется Кабинетом министров Украины. Министерство возглавляет Министр культуры и стратегических коммуникаций Украины, которого назначает на должность Верховная Рада Украины в установленном законодательством порядке.

## История названий
До 1995 года министерство носило название «Министерство культуры». Затем до 2005 года — «Министерство культуры и искусств». После реформы и реорганизации 2005 года министерство получило название «Министерство культуры и туризма». В 2010 году было возвращено название «министерство культуры Украины». 29 августа 2019 года было реорганизовано в Министерство культуры, молодёжи и спорта Украины. 23 марта 2020 получило название «Министерство культуры и информационной политики Украины». 6 сентября 2024 года переименовано в Министерство культуры и стратегических коммуникаций Украины

## Функции
Министерство культуры Украины (Минкультуры Украины) в 2010—2019 годах являлось центральным органом исполнительной власти, деятельность которого направляется и координируется Кабинетом Министров Украины. Минкультуры Украины было главным органом в системе центральных органов исполнительной власти относительно формирования государственной политики в сфере кинематографии, формирование и обеспечение реализации государственной политики в сферах культуры и искусств, охраны культурного наследия, вывоз и ввоз и возвращение культурных ценностей для продажи, государственной языковой политики, а также специально уполномоченным центральным органом исполнительной власти в сфере межнациональных отношений.

## Руководство
Министерством руководил Министр культуры Украины. Через него Кабинет Министров Украины направлял и координировал деятельность Государственного агентства Украины по вопросам кино — центрального органа исполнительной власти.
Министр культуры и стратегических коммуникаций — Татьяна Бережная (и. о. с 28 июля 2025).

## Учреждения и организации, политику которых курирует Министр, но не принадлежащие к сфере управления Министерства
- Государственное агентство Украины по вопросам кино
- Украинский институт национальной памяти

## Учреждения и организации, которые принадлежат к сфере управления Министерства
- Государственная служба по вопросам национального культурного наследия.
- Государственная служба контроля за перемещением культурных ценностей через государственную границу.
- Государственная служба туризма и курортов.
- Украинский центр культурных исследований.
- Национальное газетно-журнальное издательство

## Структура
- Отдел организационно-аналитического обеспечения работы Министра
- Сектор взаимодействия с ВР Украины
- Сектор контроля и проверки исполнения актов и поручений Президента Украины, Верховной Рады Украины и Кабинета Министров Украины
- Сектор языковой политики
- Управление делопроизводства и хозяйства
- Сектор режимно-секретной и мобилизационной работы
- Контрольно-ревизионный отдел
- Управление нормативно-правовой и кадровой работы
- Управление искусств и образования
- Управление международных связей
- Управление стратегического планирования социокультурного развития и региональной политики в сфере культуры
- Управление оплаты труда и бюджетных программ
- Управление финансирования, учёта и отчётности
- Управление технической политики и инвестирования